# Евростат
Евростат је генерални директорат Европске комисије са седиштем у Луксембургу. Главне одговорности Евростата су да пружа статистичке информације институцијама Европске уније (ЕУ) и да промовише хармонизацију статистичких метода у свим својим државама чланицама и кандидатима за приступање, као и земљама Европске асоцијације за слободну трговину. Организације у различитим земљама које сарађују са Евростатом су сажете под концептом Европског статистичког система.

## Организација
Евростат послује у складу са Уредбом (ЕК) бр. 223/2009. Од полагања заклетве Комисије фон дер Лајенове у децембру 2019. године, Евростат је додељен портфељу европског комесара за привреду, Паола Ђентилонија.
Генерални директор Евростата је Маријана Коцева, бивша заменица генералног директора Евростата и председница Националног статистичког института Бугарске.